# Односи Грчке и Албаније
Односи Грчке и Албаније су инострани односи Хеленске Републике и Републике Албаније.

## Савремени односи
Албанија и Грчка су у техничком стању рата које је на снази између ове две државе још од Другог светског рата од октобра 1940.
Обе државе су чланице НАТО пакта, Грчка од 1952. а Албанија од 2009.
Грчка је део Европске уније а Албанија је кандидат за чланство у ЕУ.